# Раєвський (село)
Ра́євський (рос. Раевский, башк. Раевка) — село (до 2005 року смт) у складі Альшеєвського району Башкортостану, Росія. Входить до складу Раєвської сільської ради.
Розташований на лівому березі річки Дьома. Залізнична станція (Раєвка) за 120 км на північний захід від Уфи.

## Населення
Населення — 19557 осіб (2010; 20036 в 2002).
Національний склад:
- росіяни — 36,2 %
- татари — 31,5 %
- башкири — 23,8 %

## Клімат

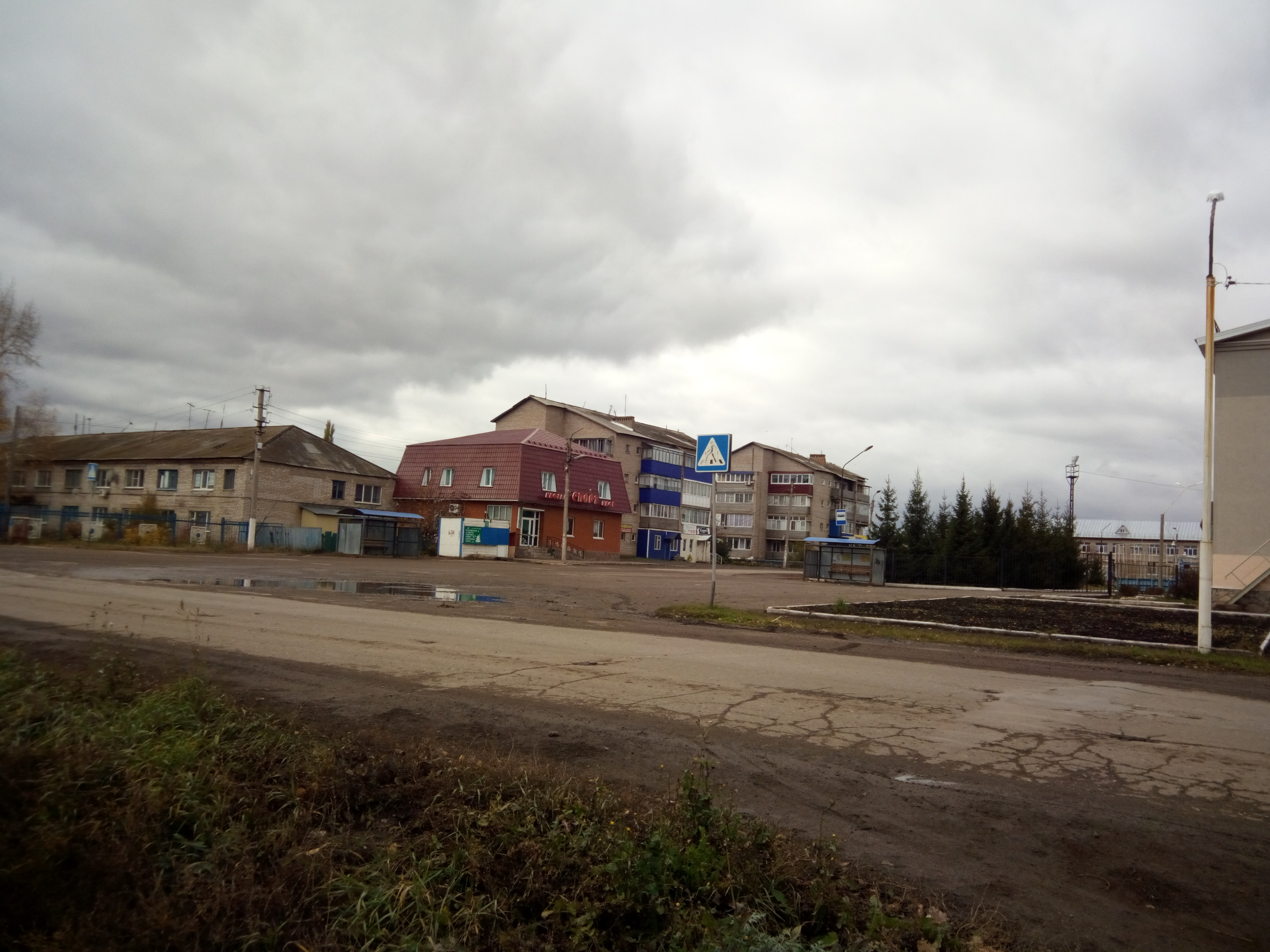

Клімат теплий, в період вегетації дуже теплий, характеризується помірно посушливим літом в західній і посушливим — у східній частинах району. Середньорічна температура повітря +2,7 °C. Найхолодніший місяць — січень (абсолютний мінімум температури повітря −46 °C), найтепліший — липень (абсолютний максимум +40 °C). Амплітуда коливання температури повітря протягом року і доби значна. Зима тривала, сніжний покрив тримається в середньому протягом 140 днів і досягає найбільшої висоти до другої декади лютого. Максимальна глибина промерзання ґрунту — 155 см — спостерігається в березні. Тривалість безморозного періоду в середньому становить 124 дні. Найбільша кількість опадів у вигляді дощів, частіше за зливовий характер, припадає на літній період (278 мм) і сприяє виникненню ерозійних процесів. У холодний період року в середньому випадає 112 мм опадів. Середньорічна кількість опадів становить 390 мм.

## Економіка
М'ясокомбінат, консервний, асфальтобетонний заводи, відгодівельний радгосп, інкубаторна станція. ВАТ «Раєвський м'ясокомбінат» випускає ковбасні вироби 48 найменувань, копченину, м'ясні консерви, жири харчові, напівфабрикати, сухі корми. За підсумками 1997 року тут проведено м'яса — 2515 т, ковбасних виробів — 1648 т, м'ясних консервів — 56 т, напівфабрикатів — 174 т. У радгоспі-заводі «Раєвський» вирощують картоплю і овочі, проводять м'ясо, молоко і хлібобулочні вироби. Відпрацьована технологія переробки сої для отримання молока, сиру. Випускається більше 48 найменувань консервованої продукції в основному з сировини власного виробництва — плодоовочеві, м'ясні і м'ясо-рослинні консерви, що широко поставляються в республіку і за її межі. Мінеральна вода «Чеховська» має великий попит не тільки у населення району. Є мережа фірмових магазинів. Продукція ВАТ «Раєвський молочний завод» налічує більше 8 найменувань. Тут освоєні лінії по їх фасовці. АТ «Прогрес» забезпечує ремонт і технічне обслуговування машинно-тракторного парку і устаткування тваринницьких ферм.
З початку будівництва газових мереж 1971 року в районі введено в експлуатацію 166,8 км газопроводів: природним газом забезпечено 4210 квартир, газобалонні установки змонтовані в 878 квартирах. Повністю або частково газифіковано 17 асоціацій селянських господарств, 6 радгоспів, 133 населених пункту. Товарами народного споживання повною мірою забезпечує районне споживче суспільство. За останні 20 років їм побудовані і введені в експлуатацію більше 30 магазинів, складських приміщень, цехів по виробництву ковбасних виробів. Є крупне підсобне господарство по вирощуванню свиней.

## Видатні уродженці
- Мельников Микола Павлович — Герой Радянського Союзу.
- Сафін Алмаз Мінігалієвич — учасник російсько-української війни, Герой Російської Федерації.